# 索尔·阿林斯基
索尔·戴维·阿林斯基（Saul David Alinsky，1909年1月30日—1972年6月12日）美国社区组织家和作家，通常被认为是现代居民组织的创始人。以著作《激进者守则》闻名于世。
阿林斯基从事社区组织四十余年，毁誉参半。他专注于改善美国各地贫困社区的生活条件。在20世纪50年代，他开始将注意力转向改善黑人聚居区的条件，从芝加哥开始，然后前往加利福尼亚州、密歇根州、纽约市以及其他十几个“动荡地区”的聚居区。
在20世纪60年代，阿林斯基的想法被一些美国大学生和其他年轻的反文化运动组织者吸收，并在校园内外组织的策略上以运用。他身后的1970年，《时代》杂志写道：“认为美国民主正在被阿林斯基的思想所改变，这并不算无稽之谈。”1966年，保守派作家小威廉·F·巴克利表示，阿林斯基“近乎组织天才”。
阿林斯基是不可知论者。

## 早年生活和教育
阿林斯基于1909年出生于伊利诺伊州芝加哥俄罗斯犹太裔移民家庭，是其父本杰明·阿林斯基和第二任妻子Sarah Tannenbaum Alinsky唯一成活的儿子。阿林斯基在接受采访时表示，他的父母从未参与过“新社会主义运动”。他补充说，他们是“严格的东正教徒，整个生活围绕着工作和犹太会堂……我记得小时候被告知学习的重要性。”在俄罗斯人、波兰人、德国人、意大利人混居的芝加哥贫民区长大，常在街头与波兰小孩发生冲突，并且学会了人生的第一课，“权力不是已经建立起来的什么东西，而是你的对手认为你所拥有的东西”。他在芝加哥的马歇尔高中就读，直到父母离婚，然后离开父亲搬到加利福尼亚，1926年从好莱坞高中毕业。
由于他严格的犹太教育，在被问到芝加哥岁月是否遇到过反犹主义时，
阿林斯基回答说，“它是如此普遍，几乎不需加以思索；那是你生活中必须接受的事实。”他认为自己直到12岁都是一个虔诚的犹太教徒，之后他开始担心父母会强迫他成为拉比。
我曾经历过短暂的脱隐症状并克服了它……但我会告诉你关于宗教身份的一件事……每当有人问及我的宗教信仰时，我总是说 - 并永远这样说 - 犹太教徒。
1930年，阿林斯基以哲学学士学位毕业于芝加哥大学，主修其最爱的考古学。由于持续的经济萧条，成为专业考古学家的计划发生了变化。他后来说，“考古学家的需求像马匹和轻便马车一样多。所有郊野调查的赞助人都被华尔街人行道刮掉了。”

## 事业
在芝加哥大学读完两年研究生之后，阿林斯基跟随社会学家克里福德·肖关注有组织犯罪问题，以犯罪学家闻名，并先后就职于伊利诺伊州政府的犯罪研究部门和监狱。阿林斯基业余时间参与工业组织委员会（CIO）的活动，CIO是由美国工运领袖约翰·刘易斯创立的带有军事色彩的激进工会。阿林斯基深深地被刘易斯的组织方式震动。1939年他淡出工运，转而在贫困的芝加哥南区建立起社区邻里组织“后院”，将相互冲突的族群如塞尔维亚人和克罗地亚人、捷克人和斯洛伐克人、波兰人和立陶宛人组织到一起，共同参与社区活动。他早期的努力“将分散、无声的不满变成一场联合抗议。”赢得了伊利诺伊州州长阿德莱·史蒂文森二世的钦佩，他说阿林斯基的目标“最忠实地反映了我们对兄弟情谊、宽容、慈善和个人尊严的理想。”
由于阿林斯基在帮助贫民窟社区方面的努力和成功，以后的十年中，他在全国范围内开展组织工作，“从堪萨斯城和底特律到南加州的巴里奥斯”。1941年，阿林斯基创办“产业地区基金会”(Industrial Areas Foundation, IAF)，作为支持“后院”组织的机构，这是美国最早的社区运动机构，并推动了类似的社区组织的建立，如“卡麦利基金会”(Gamaliel Foundation)、“太平洋社区组织研究所”(Pacific Institute for Community Organization, PICO)和“直接行动研究与训练中心”(Direct Action Research and Training Center, DART)等。这四家致力于地方社区建设的全国性网络组织，控制着超过130家活跃的地方社团，雇员超过4000人，社团会员在100万-300万之间。这些由阿林斯基创办和阿林斯基风格的组织甚至被称作“阿林斯基团体”，至少掌握着城市人口的30%（能动员的人数）。到1950年，他把注意力转向了芝加哥的黑人聚居区。阿林斯基的行为引起了芝加哥市长理查德·J·戴利的愤怒，但后者也承认“阿林斯基和我一样喜欢芝加哥”。他应旧金山湾区长老教会的要求前往加利福尼亚，帮助组织奥克兰的黑人犹太区。听到他的计划，“惊慌失措的奥克兰市议会迅速提出了一项禁止他到该城市的决议。”

## 过世
阿林斯基于1972年6月12日在加利福尼亚州滨海卡梅尔的家附近因心脏病发作去世，享年63岁。他在卡梅尔火化，骨灰埋在芝加哥的Mayriv山公墓（公墓现在包括锡安花园公墓）。去世前不久，他曾在《花花公子》杂志讨论过死后的生活：
阿：如果有来世，我会毫无保留地选择下地狱。

花：为什么？

阿：地狱对我来说就是天堂。我一生都和穷人在一起。在这里，如果你是一个穷人，你就缺钱。如果你是一个地狱里的穷人，你就缺德。一旦我入地狱，就将开始在那里组织穷人。

花：为什么是这些人？

阿：因为他们是我的人。

## 遗产和荣誉
1969年希拉里·克林顿以阿林斯基为题撰写毕业论文，得到了阿林斯基本人的帮助。尽管希拉里·克林顿捍卫了阿林斯基的意图，但她还是批评了阿林斯基的方法和教条主义。成为第一夫人后，希拉里·克林顿请求母校不要公开发表这篇论文。
根据阿林斯基传记作者桑福德·霍威特（Sanford Horwitt）的说法，美国总统贝拉克·奥巴马受到了阿林斯基的影响，并跟随他成为芝加哥社区组织者。霍威特断言，巴拉克·奥巴马2008年的总统竞选活动受到了阿林斯基教义的影响。

## 著作
- Reveille for Radicals （页面存档备份，存于）, Chicago: University of Chicago Press, 1946.
- John L. Lewis: An Unauthorized Biography. New York: Putnam, 1949.
- Rules for Radicals: A Pragmatic Primer for Realistic Radicals（英语：Rules for Radicals）. New York: Random House, 1971.
- The Philosopher and the Provocateur: The Correspondence of 雅克·马里顿 and Saul Alinsky. Bernard E Doering (ed.). Notre Dame, IN: University of Notre Dame Press, 1994.

## 延伸阅读
- P. David Finks, The Radical Vision of Saul Alinsky. New York: Paulist Press, 1984.
- Sanford D. Horwitt, Let Them Call Me Rebel: Saul Alinsky: His Life and Legacy. New York: Alfred A. Knopf, 1989.
- Frank Riessman, "The Myth of Saul Alinsky," Dissent, vol. 14, no. 4, whole no. 59 (July–Aug. 1967), pp. 469–478.
- Marion K. Sanders, The Professional Radical: Conversations with Saul Alinsky. New York: Harper & Row, 1970.
- Herb Schapiro, The Love Song of Saul Alinsky. New York: Samuel French, 2007. —Play.
- Aaron Schutz and Mike Miller, eds., People Power: The Saul Alinsky Tradition of Community Organizing. (Nashville: Vanderbilt University Press, 2015).  ISBN 978-0-8265-2041-8
- Nicholas von Hoffman, Radical: A Portrait of Saul Alinsky. New York: Nation Books, 2010